# 前进 (比利时)
前進（荷蘭語：Vooruit，發音：[voːrˈœyt] ⓘ）是比利时荷语区的一个社会民主主义政党。该党成立于1978年，当时取名为社会党（荷蘭語：Socialistische Partij，简称SP；通称荷语社会党），分裂自比利时社会党；2001年，改名为不同社会党（荷蘭語：Socialistische Partij Anders，简称SP.A）；2021年，改用现名。

## 标志

2001–2010
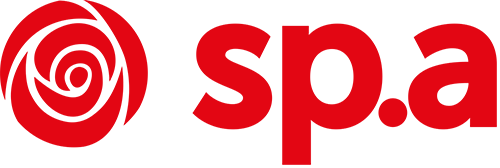
2018–2021
2021–